# گورکا بریت
گورکا بریت (انگلیسی: Gorka Brit؛ زادهٔ ۱۹ آوریل ۱۹۷۸) بازیکن فوتبال اهل اسپانیا است.
از باشگاه‌هایی که در آن بازی کرده‌است می‌توان به باشگاه فوتبال ایبار، باشگاه فوتبال نومانسیا، و باشگاه فوتبال اوساسونا اشاره کرد.